# Phú Hòa, Chư Păh
Phú Hòa là thị trấn huyện lỵ cũ của huyện Chư Păh, tỉnh Gia Lai, Việt Nam.

## Hành chính
Thị trấn Phú Hòa được chia thành 2 tổ dân phố, 3 thôn, 1 làng người Gia Rai.